# Oecanthus dulcisonans
Oecanthus dulcisonans és una espècie de grill escassa però àmpliament distribuïda a la conca del Mediterrani i a l'Orient Mitjà.

## Descripció
L'espècie es pot trobar a diverses regions costaneres de la mar Tirrena, així com a les illes de Sardenya i Sicília. O. dulcisonans es va documentar per primera vegada l'Aràbia Saudita i també és present a les Illes Canàries.
A la zona mediterrània, la seva distribució se superposa a la del seu congènere Oecanthus pellucens. Segons alguns estudis, O. dulcisonans canta preferentment des dels arbres, mentre que O. pellucens sembla preferir la vegetació que creix a la vora dels petits rierols. Aquesta espècie termòfila i heliòfila no és especialment exigent, i es pot trobar tant en ambients humits com secs.
Els mascles adults creixen fins a 13-15 mil·límetres de llarg, mentre que les femelles arriben a 14-16 mil·límetres. El color general és groguenc. Les llargues ales anteriors cobreixen completament l'abdomen i les posteriors són més llargues. Es pot distingir d'O. pellucens per la seva mida més gran, per la diferent forma de la placa esternal i pels genitals masculins.
O. dulcisonans és omnívor, però principalment zoòfag, i és més actiu de nit. Els adults apareixen al juliol/agost i el seu cant es pot escoltar fins a principis de tardor. Els ous es dipositen a la tija de diverses plantes herbàcies.
La seva forma i color en dificulten la captura, però pot ser atret per la llum artificial. Tanmateix, és probable que aquesta espècie estigui poc registrada a causa de la seva evasió i la seva similitud amb O. pellucens.